# Tombstone Blues
Tombstone Blues ist ein Blues-Rock-Song von Bob Dylan, der erstmals 1965 auf seinem Album Highway 61 Revisited veröffentlicht wurde.

## Entstehung
Der Song wurde von Dylan und seinen Begleitmusikern am 29. Juli 1965 unter dem Produzenten Bob Johnston für Columbia Records aufgenommen. Zeitlich fiel er in Dylans Abnabelung von der Folk-Protest-Szene, die ihn für sich beanspruchen wollte. Dylan hatte auf seinem vorangegangenen Album Bringing It All Back Home aber klargestellt, dass er sich von dieser Periode lösen wollte – musikalisch mit der Hinwendung zur Rockmusik und textlich durch zunehmende surrealistische Elemente. Tombstone Blues gehört in dieser Hinsicht zu den ausgefallensten Werken des Künstlers.

## Inhalt
Der Text ist vielfältig interpretiert worden. Neben der Annahme, es handle sich um eine beißende Gesellschaftskritik, ist das Lied auch als Selbstporträt verstanden worden. Dylan nutzte dabei eine große Anzahl an historischen und fiktiven Figuren. In dem Stück werden erwähnt Paul Reveres Pferd, Belle Starr, Jack the Ripper, Jezebel, die Nonne, Johannes der Täufer, Gypsy Davey, Galileo Galilei, Cecil B. DeMille sowie Ma Rainey und Ludwig van Beethoven, die Dylan sogar zusammen in ein Bett wirft (“Where Ma Rainey and Beethoven once unrapped their bedroll”).
Hinzu kommen fiktive Gestalten wie die „hysterical bride“. An ihr schildert Dylan den Gewissenskonflikt der sexuellen Revolution der 1960er Jahre; bei ihr zwischen der lustvollen Erfüllung ihrer Sexualität (“Screaming, she moans ‘I’ve just been made’”) und dem Image, ein gutes Mädchen zu sein. So gibt ihr der von ihr gerufene Doktor den Rat: „My advice is to not let the boys in“.
Johannes der Täufer spricht mit dem „Commander-in-Chief“ über Unehrlichkeit, Jammerei und Feigheit.
Womöglich nimmt Dylan auch Bezug auf den Vietnamkrieg. Der „King of the Philistines“ will seine Soldaten retten, indem er Kieferknochen auf ihre Gräber legt, ihren Gräbern schmeichelt und Rattenfänger im Gefängnis wird, Sklaven mästet und sie dann alle „raus in den Dschungel schickt“.